# 22. Kongress der Vereinigten Staaten
Der 22. Kongress der Vereinigten Staaten, bestehend aus dem Repräsentantenhaus und dem Senat, war die Legislative der Vereinigten Staaten. Seine Legislaturperiode dauerte vom 4. März 1831 bis zum 4. März 1833. Alle Abgeordneten des Repräsentantenhauses sowie ein Drittel der Senatoren (Klasse III) waren im Jahr 1830 bei den Kongresswahlen gewählt worden. In beiden Kammern ergab sich eine Mehrheit für die Demokratische Partei, deren Anhänger damals auch als Jacksonians bezeichnet wurden. Am Ende der Legislaturperiode ergab sich aber im Senat eine Patt Situation. Der Kongress tagte in der amerikanischen Bundeshauptstadt Washington, D.C. Die Vereinigten Staaten bestanden damals aus 24 Bundesstaaten. Präsident war Andrew Jackson. Die Sitzverteilung im Repräsentantenhaus basierte auf der Volkszählung von 1820.

## Wichtige Ereignisse
Siehe auch 1831 1832 und 1833
- 4. März 1831: Beginn der Legislaturperiode des 22. Kongresses
- Während der gesamten Legislaturperiode gehen die Indianerkriege weiter. Siehe auch Indian Removal Act. Auch die Nullifikationskrise mit dem Staat South Carolina spitzt sich immer weiter zu.
- 21. August 1831: Nat Turner beginnt im Bundesstaat Virginia einen Sklavenaufstand, wobei mindestens 55 Weiße ums Leben kommen. Der Aufstand wird bald niedergeschlagen. Turner wird zum Tode verurteilt und am 11. November 1831 mit dem Strick hingerichtet.
- 10. Juli 1832: Präsident Jackson legt sein Veto gegen ein Gesetz zur Weiterführung der Second Bank of the United States ein. Sein Ziel ist die Zerschlagung der Bank, das er in den folgenden Jahren auch erreicht.
- 24. Juli 1832: Benjamin Bonneville führt den ersten Wagentreck über die Rocky Mountains.
- 3. Dezember 1832: Präsident Jackson wird wiedergewählt.
- 28. Dezember 1832: Vizepräsident John C. Calhoun tritt zurück.
- 1832: Bei den Kongresswahlen gewinnen die Demokraten die Mehrheit im Repräsentantenhaus. Im Senat dominiert die National Republican Party.
- Anfang 1833: Die Nullifikationskrise mit dem Staat South Carolina steuert einem Höhepunkt entgegen. Präsident Jackson mobilisiert bereits Truppen und South Carolina will die Union verlassen. Schließlich kommt es zu einem Kompromiss.

## Die wichtigsten Gesetze
In den Sitzungsperioden des 22. Kongresses wurden unter anderem folgende Bundesgesetze verabschiedet (siehe auch: Gesetzgebungsverfahren):
- 14. Juli 1832: Tariff of 1832
- 2. März 1833: Tariff of 1833 (Compromise Tariff)
- 2. März 1833: Force Bill

## Zusammensetzung nach Parteien

### Senat
- Demokratische Partei (Jacksonians): 24
- National Republican Party (Anti-Jacksonians): 22
- Nullifier: 2
- Vakant: 0

Gesamt: 48 Stand am Ende der Legislaturperiode

### Repräsentantenhaus
- Demokratische Partei (Jacksonians): 126
- National Republican Party (Anti-Jacksonians): 66
- Anti-Masonic Party: 17
- Nullifier: 4
- Vakant: 0

Gesamt: 213 Stand am Ende der Legislaturperiode
Außerdem gab es noch drei nicht stimmberechtigte Kongressdelegierte.

## Amtsträger

### Senat
- Präsident des Senats: John C. Calhoun (D) bis 28. Dezember 1832, danach war das Amt vakant.
- Präsident pro tempore: Samuel Smith (D) bis 9. Juli 1832, dann Littleton Waller Tazewell (D) bis 3. Dezember 1832 und schließlich Hugh Lawson White (D)

### Repräsentantenhaus
- Sprecher des Repräsentantenhauses: Andrew Stevenson (D)

## Senatsmitglieder
Im 22. Kongress vertraten folgende Senatoren ihre jeweiligen Bundesstaaten:
| Alabama - 2. William R. King (J) - 3. Gabriel Moore (J) Connecticut - 1. Samuel A. Foot (AJ) - 3. Gideon Tomlinson (AJ) Delaware - 1. Arnold Naudain (AJ) - 2. John Middleton Clayton (AJ) Georgia - 2. George Troup (J) - 3. John Forsyth (J) Illinois - 2. John McCracken Robinson (J) - 3. Elias Kane (J) Indiana - 1. Robert Hanna (AJ) zwischen dem 19. August 1831 und dem 3. Januar 1832 - John Tipton (J) ab dem 3. Januar 1832 - 3. William Hendricks (AJ) Kentucky - 2. George M. Bibb (J) - 3. Henry Clay (AJ) Louisiana - 2. Edward Livingston (J) bis 24. Mai 1831 - George A. Waggaman (AJ) ab dem 15. November 1831 - 3. Josiah S. Johnston (AJ) Maine - 1. John Holmes (AJ) - 2. Peleg Sprague (AJ) Maryland - 1. Samuel Smith (J) - 3. Ezekiel F. Chambers (AJ) Massachusetts - 1. Daniel Webster (AJ) - 2. Nathaniel Silsbee (AJ) Mississippi - 1. Powhatan Ellis (J) bis zum 16. Juli 1832 - John Black (J) ab dem 12. November 1832 - 2. George Poindexter (AJ) Missouri - 1. Thomas Hart Benton (J) - 3. Alexander Buckner (AJ) | New Hampshire - 2. Samuel Bell (AJ) - 3. Isaac Hill (J) New Jersey - 1. Mahlon Dickerson (J) - 2. Theodore Frelinghuysen (AJ) New York - 1. Charles E. Dudley (J) - 3. William L. Marcy (J) bis zum 1. Januar 1833 - Silas Wright (J) ab dem 4. Januar 1833 North Carolina - 2. Bedford Brown (J) - 3. Willie Person Mangum (J) Ohio - 1. Benjamin Ruggles (AJ) - 3. Thomas Ewing (AJ) Pennsylvania - 1. Isaac D. Barnard (J) bis 6. Dezember 1831 - George M. Dallas (J) ab dem 13. Dezember 1831 - 3. William Wilkins (J) Rhode Island - 1. Asher Robbins (AJ) - 2. Nehemiah R. Knight (AJ) South Carolina - 2. Robert Young Hayne (J) bis 3. Dezember 1832 - John C. Calhoun (N= Nullifier) ab dem 29. Dezember 1832 - 3. Stephen Decatur Miller (N) bis zum 2. März 1833, danach war der Sitz vakant Tennessee - 1. Felix Grundy (J) - 2. Hugh Lawson White (J) Vermont - 1. Horatio Seymour (AJ) - 3. Samuel Prentiss (AJ) Virginia - 1. John Tyler (J) - 2. Littleton Waller Tazewell (J) bis 16. Juli 1832 - William Cabell Rives (J) ab dem 10. Dezember 1832 |

## Mitglieder des Repräsentantenhauses
Folgende Kongressabgeordnete vertraten im 22. Kongress die Interessen ihrer jeweiligen Bundesstaaten:
| Alabama 3 Wahlbezirke - 1. Clement Comer Clay (J) - 2. Samuel Wright Mardis (J) - 3. Dixon Hall Lewis (J) Connecticut Alle Abgeordneten wurden staatsweit gewählt. - Noyes Barber (AJ) - William W. Ellsworth (AJ) - Jabez W. Huntington (AJ) - Ralph Isaacs Ingersoll (AJ) - William L. Storrs (AJ) - Ebenezer Young (AJ) Delaware Staatsweite Wahl - John J. Milligan (AJ) Georgia Staatsweite Wahlen - Thomas Flournoy Foster (J) - Henry Graybill Lamar (J) - Wilson Lumpkin (J) bis 1831, genaues Datum unbekannt - Augustin Smith Clayton (J) ab dem 21. Januar 1832 - Daniel Newnan (J) - Wiley Thompson (J) - James Moore Wayne (J) - Richard Henry Wilde (J) Illinois Staatsweite Wahlen - Joseph Duncan (J) Indiana 3 Wahlbezirke - 1. Ratliff Boon (J) - 2. John Carr (J) - 3. Johnathan McCarty (J) Kentucky 12 Wahlbezirke - 1. Henry Daniel (J) - 2. Thomas Alexander Marshall (AJ) - 3. Chilton Allan (AJ) - 4. Robert Letcher (AJ) - 5. Richard Mentor Johnson (J) - 6. Joseph Lecompte (J) - 7. John Adair (J) - 8. Nathan Gaither (J) - 9. Charles A. Wickliffe (J) - 10. Christopher Tompkins (AJ) - 11. Albert Gallatin Hawes (J) - 12. Chittenden Lyon (J) Louisiana 3 Wahlbezirke - 1. Edward White (AJ) - 2. Philemon Thomas (J) - 3. Henry Adams Bullard (AJ) Maine 7 Wahlbezirke - 1. Rufus McIntire (J) - 2. John Anderson (J) - 3. Edward Kavanagh (J) - 4. George Evans (AJ) - 5. Cornelius Holland (J) - 6. Leonard Jarvis (J) - 7. James Bates (J) Maryland 8 Wahlbezirke. Der Fünfte Wahlbezirk stellte zwei Abgeordnete. - 1. Daniel Jenifer (AJ) - 2. Benedict Joseph Semmes (AJ) - 3. George Corbin Washington (AJ) - 4. Francis Thomas (J) - 5A. Benjamin Chew Howard (J) - 5B. John Worthington (J) - 6. George Edward Mitchell (J) bis zum 28. Juni 1832 - Charles S. Sewall (J) ab 1. Oktober 1832 - 7. John Leeds Kerr (AJ) - 8. John S. Spence (AJ) Massachusetts 13 Wahlbezirke - 1. Nathan Appleton (AJ) - 2. Rufus Choate (AJ) - 3. Jeremiah Nelson (AJ) - 4. Edward Everett (AJ) - 5. John Davis (AJ) - 6. Joseph G. Kendall (AJ) - 7. George Grennell (AJ) - 8. Isaac C. Bates (AJ) - 9. George N. Briggs (AJ) - 10. Henry Dearborn (AJ) - 11. John Quincy Adams (AJ) - 12. James L. Hodges (AJ) - 13. John Reed (AJ) Mississippi Staatsweite Wahlen - Franklin E. Plummer (J) Missouri Staatsweite Wahlen - Spencer Darwin Pettis (J) bis zum 28. August 1831 - William Henry Ashley (J) ab dem 31. Oktober 1831 New Hampshire Alle Abgeordneten wurden staatsweit gewählt. - John Brodhead (J) - Thomas Chandler (J) - Joseph Hammons (J) - Joseph M. Harper (J) - Henry Hubbard (J) - John Weeks (J) New Jersey Alle Abgeordneten wurden staatsweit gewählt - Lewis Condict (AJ) - Silas Condit (AJ) - Richard M. Cooper (AJ) - Thomas H. Hughes (AJ) - James F. Randolph (AJ) - Isaac Southard (AJ) New York 30 Wahlbezirke. Der 3. Wahlbezirk stellte drei Abgeordnete und der 20. und 26. jeweils zwei. - 1. James Lent (J) bis zum 22. Februar 1833, danach blieb der Sitz vakant - 2. John T. Bergen (J) - 3A. Churchill C. Cambreleng (J) - 3B. Gulian C. Verplanck (J) - 3C. Campbell P. White (J) - 4. Aaron Ward (J) - 5. Edmund Henry Pendleton (AJ) - 6. Samuel J. Wilkin (AJ) - 7. John C. Brodhead (J) - 8. John King (J) - 9. Job Pierson (J) - 10. Gerrit Y. Lansing (J) - 11. Erastus Root (J) - 12. Joseph Bouck (J) - 13. William G. Angel (J) - 14. Samuel Beardsley (J) - 15. Michael Hoffman (J) - 16. Nathan Soule (J) - 17. John W. Taylor (AJ) - 18. Nathaniel Pitcher (J) - 19. William Hogan (J) - 20A. Charles Dayan (J) - 20B. Daniel Wardwell (J) - 21. John A. Collier (AM) - 22. Edward C. Reed (J) - 23. Freeborn G. Jewett (J) - 24. Ulysses F. Doubleday (J) - 25. Gamaliel H. Barstow (AM) - 26A. William Babcock (AM) - 26B. John Dickson (AM) - 27. Frederick Whittlesey (AM) - 28. Grattan H. Wheeler (AM) - 29. Phineas L. Tracy (AM) - 30. Bates Cooke (AM) | North Carolina 13 Wahlbezirke - 1. William Biddle Shepard (AJ) - 2. John Branch (J) ab dem 12. Mai 1831 - 3. Thomas H. Hall (J) - 4. Jesse Speight (J) - 5. James Iver McKay (J) - 6. Robert Potter (J) bis November 1831 - Micajah Thomas Hawkins ab dem 15. Dezember 1831 - 7. Lauchlin Bethune (J) - 8. Daniel Laurens Barringer (J) - 9. Augustine Henry Shepperd (J) - 10. Abraham Rencher (J) - 11. Henry William Connor (J) - 12. Samuel Price Carson (J) - 13. Lewis Williams (AJ) Ohio 14 Wahlbezirke - 1. James Findlay (J) - 2. Thomas Corwin (AJ) - 3. Joseph Halsey Crane (AJ) - 4. Joseph Vance (AJ) - 5. William Russell (J) - 6. William Creighton (AJ) - 7. Samuel Finley Vinton (AJ) - 8. William Stanbery (AJ) - 9. William W. Irvin (J) - 10. William Kennon (J) - 11. Humphrey H. Leavitt (J) - 12. John Thomson (J) - 13. Elisha Whittlesey (AJ) - 14. Eleutheros Cooke (AJ) Pennsylvania 18 Wahlbezirke. Der 7., 8., 11., und 16. Wahlbezirk stellte je zwei Abgeordnete. Der 4. und 9. stellte sogar drei Abgeordnete. Die restlichen je einen. - 1. Joel Barlow Sutherland (J) - 2. Henry Horn (J) - 3. John Goddard Watmough (AJ) - 4A. Joshua Evans (J) - 4B. William Hiester (AM) - 4C. David Potts (AM) - 5. Joel Keith Mann (J) - 6. John Conrad Bucher (J) - 7A. Henry King (J) - 7B. Henry A. P. Muhlenberg (J) - 8A. Peter Ihrie (J) - 8B. Samuel A. Smith (J) - 9A. Lewis Dewart (J) - 9B. James Ford (J) - 9C. Philander Stephens (J) - 10. Adam King (J) - 11A. Thomas Hartley Crawford (J) - 11B. William Ramsey (J) bis zum 29. September 1831 - Robert McCoy (J) ab dem 22. November 1831 - 12. Robert Allison (AM) - 13. George Burd (AJ) - 14. Andrew Stewart (AM) - 15. Thomas McKennan (AM) - 16A. Harmar Denny (AM) - 16B. John Gilmore (J) - 17. Richard Coulter (J) - 18. John Banks (AM) Rhode Island Alle Abgeordneten wurden staatsweit gewählt. - Tristam Burges (AJ) - Dutee Jerauld Pearce (AJ) South Carolina 9 Wahlbezirke - 1. William Drayton (J) - 2. Robert Woodward Barnwell (N) (Nullifier) - 3. Thomas R. Mitchell (J) - 4. John Myers Felder (J) - 5. George McDuffie (N) - 6. Warren R. Davis (N) - 7. William T. Nuckolls (J) - 8. James Blair (J) - 9. John K. Griffin (N) Tennessee 9 Wahlbezirke - 1. John Blair (J) - 2. Thomas Dickens Arnold (AJ) - 3. James Israel Standifer (J) - 4. Jacob C. Isacks (J) - 5. William Hall (J) - 6. James K. Polk (J) - 7. John Bell (J) - 8. Cave Johnson (J) - 9. William Fitzgerald (J) Vermont 5 Wahlbezirke - 1. Jonathan Hunt (AJ) bis zum 15. Mai 1832 - Hiland Hall (AJ) ab dem 1. Januar 1833 - 2. Rollin Carolas Mallary (AJ) bis zum 15. April 1831 - William Slade (AM) ab dem 1. November 1831 - 3. Horace Everett (AJ) - 4. Herman Allen (AJ) - 5. William Cahoon (AM) Virginia 22 Wahlbezirke - 1. Thomas Newton (AJ) - 2. James Trezvant (J) - 3. William S. Archer (J) - 4. Mark Alexander (J) - 5. Thomas Bouldin (J) - 6. Thomas Davenport (J) - 7. Nathaniel Claiborne (J) - 8. Richard Coke (J) - 9. Andrew Stevenson (J) - 10. William F. Gordon (J) - 11. John M. Patton (J) - 12. John Roane (J) - 13. Joseph Chinn (J) - 14. Charles F. Mercer (AJ) - 15. John S. Barbour (J) - 16. William Armstrong (AJ) - 17. Robert Allen (J) - 18. Philip Doddridge (AJ) bis zum 19. November 1832 - Joseph Johnson (J) ab dem 21. Januar 1833 - 19. William McCoy (J) - 20. Robert Craig (J) - 21. Lewis Maxwell (AJ) - 22. Charles Clement Johnston (J) bis zum 17. Juni 1832 - Joseph Draper (J) ab dem 6. Dezember 1832 |

Nicht stimmberechtigte Mitglieder im Repräsentantenhaus:
- Arkansas-Territorium: Ambrose Hundley Sevier
- Florida-Territorium: Joseph M. White
- Michigan-Territorium: Austin Eli Wing